# Nematoctonus haptocladus
Nematoctonus haptocladus är en svampart som beskrevs av Drechsler 1946. Nematoctonus haptocladus ingår i släktet Nematoctonus och familjen musslingar.   Inga underarter finns listade i Catalogue of Life.